# Vouziers
Vouziers este un oraș în nordul Franței, sub-prefectură a departamentului Ardennes în regiunea Champagne-Ardenne.